# 14491 Hitachiomiya
14491 Hitachiomiya este un asteroid din centura principală de asteroizi.

## Descriere
14491 Hitachiomiya este un asteroid din centura principală de asteroizi. A fost descoperit pe 4 noiembrie 1994 la Kitami de Kin Endate și Kazuro Watanabe. Asteroidul prezintă o orbită caracterizată de o semiaxă mare de 2,68 ua, o excentricitate de 0,36 și o înclinație de 5,7° în raport cu ecliptica.